# Индукция (в физиологии)
Индукция (от лат. inductio — побуждение) — это свойство нервных процессов возбуждения и торможения вызывать после себя противоположный процесс. Во время движения нервных процессов происходит взаимовлияние возбуждения и торможения, где торможение вызывает (индуцирует) возбуждение (положительная индукция), а процесс возбуждения индуцирует торможение (отрицательная индукция). Процесс индукции ограничивает распространение (иррадиацию) нервных процессов, способствует их концентрации.
Например, резкий звонок (раздражение слухового центра) вызывает торможение в пищевом центре, что вызывает прекращение слюноотделения (отрицательная индукция). Или повышенное возбуждение (бег, прыжки, игры) после длительной заторможенности (на уроке) (положительная индукция).
Явления индукции были выявлены в лаборатории И. П. Павлова при изучении условных рефлексов.

## Индукция нервных процессов[6]
Виды индукции:
- положительная индукция
- отрицательная индукция

Формы индукции:

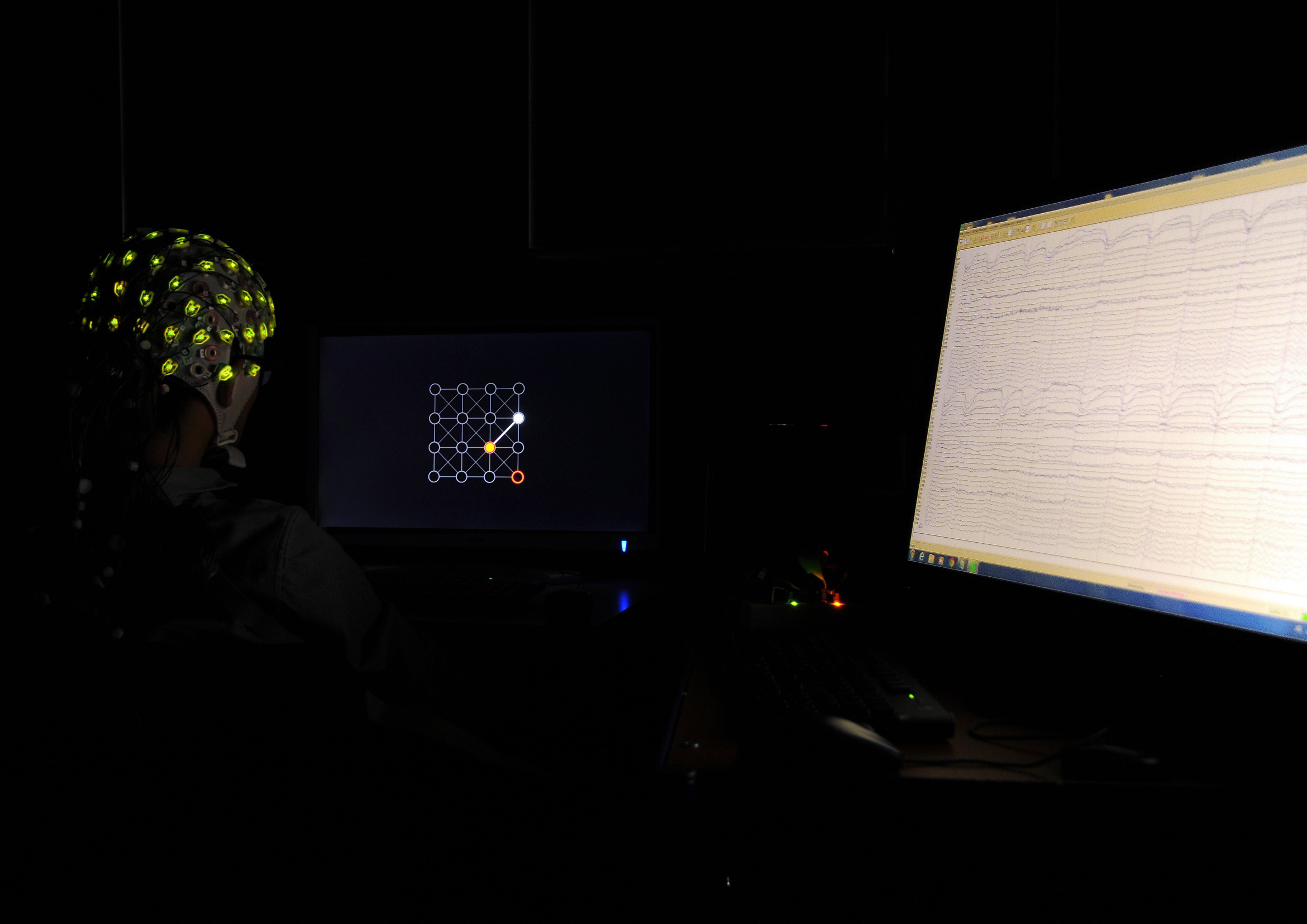
Измерение мозговой активности методом ЭЭГ.
"В свое время И. П. Павлов говорил о том, какую замечательную картину вспыхивающих и затухающих, непрерывно перемежающихся мерцаний мы увидели бы на поверхности мозга, если бы его возбужденные пункты светились".

- одновременная (симультанная) — очаг возбуждения в одном участке индуцирует и усиливает торможение в окружающих участках, и наоборот (смена отношений в месте)

- последовательная (сукцессивная) — возбуждение сменяется торможением после прекращения действия раздражителя, и наоборот (смена отношений во времени)[3]

Возникновение, длительность, степень выраженности как положительной, так и отрицательной индукции зависят от:
- силы возбуждения или торможения
- расстояния фокуса первичной активности до индуцируемого пункта
- концентрированности первичного очага
- и других условий

Взаимодействие иррадиирующих и концентрирующихся по коре нервных процессов при условнорефлекторной деятельности и сопровождающее это движение явление индукции формируют картину сложнейшей мозаики функциональных состояний коры.

'Физиология высшей нервной деятельности / В. Н. Черниговский (отв. ред.). Наука, 1970'.

## Примеры из практики
Работа с навязчивостями. 
Борьба больного с навязчивостью представляет собой длительное безуспешное «истязание» тормозного процесса, в конечном счете приводящее к его банкротству (осознание бессилия в борьбе с навязчивостью). 
"Физиологически это выражается в еще большем усилении отрицательной индукции из подкорки, а отсюда — в еще большем усилении зоны, изолирующей «больной пункт». Если создается встречное возбуждение, направленное против изолирующей «больной пункт» зоны отрицательной индукции, то это способствует ослаблению последней, а отсюда и нейтрализации самого «больного пункта (например, обратная установка «Не надо спать!» при бессоннице или установка на еще более усиленное и частое выполнение навязчивых действий)" (К. И. Платонов, 1962).